# 朝倉町 (前橋市)
朝倉町（あさくらまち）は、群馬県前橋市の地名。朝倉町と朝倉町一丁目から朝倉町四丁目まである。郵便番号は371-0811。2023年現在の面積は2.21km2。

## 地理
前橋市の南部、利根川左岸東方の前橋台地南部に位置している。南側には水田が点在している。

### 河川
- 広瀬川
- 端気川

## 歴史
同町近辺には豪族朝倉氏が住んでいたと考えられており、1935年の調査では古墳が66基確認された。しかし、現在では八幡山古墳しか現存していない。古くから豪族が住んでいたため「朝倉」という地名は平安時代には那波郡七郷の1つ、「朝倉郷」であった。江戸時代に入ると前橋藩領だった。

### 年表
- 1889年4月1日 町村制施行により、朝倉村は六供村、市之坪村、上佐鳥村、橳島村、後閑村、宮地村、下佐鳥村と紅雲分村、宗甫分村、前代田村、天川原村の各一部が合併し東群馬郡上川淵村が成立する。
- 1896年4月1日 郡統合（東群馬郡と南勢多郡の統合）により勢多郡に所属する。
- 1954年4月1日 周辺1町5村（元総社村、下川淵村、芳賀村、桂萱村、群馬郡東村、総社町）とともに上川淵村は前橋市へ編入する。そのため前橋市朝倉町となる。
- 1975年一部が広瀬町一丁目となり、朝倉町の一部から朝倉町一丁目、朝倉町二丁目、朝倉町三丁目、天川町、朝倉町、後閑町の各一部から朝倉町四丁目が成立。
- 2018年6月1日 前橋赤十字病院開院（朝日町より移転）。

### 地名の由来
古代の豪族「朝倉氏」にちなむと考えられている。

## 世帯数と人口
2023年(令和5年）8月31日現在の世帯数と人口は以下の通りである。
| 丁目・町丁   | 世帯数    | 人口    |
| ------------ | --------- | ------- |
| 朝倉町       | 580世帯   | 1,295人 |
| 朝倉町一丁目 | 373世帯   | 705人   |
| 朝倉町二丁目 | 346世帯   | 674人   |
| 朝倉町三丁目 | 667世帯   | 1,381人 |
| 朝倉町四丁目 | 378世帯   | 817人   |
| 計           | 2,344世帯 | 5,872人 |

## 小・中学校の学区
市立小・中学校に通う場合、学区は以下の通りとなる。
| 丁目         | 番地 | 小学校               | 中学校             |
| ------------ | ---- | -------------------- | ------------------ |
| 朝倉町       | 全域 | 前橋市立上川淵小学校 | 前橋市立明桜中学校 |
| 朝倉町一丁目 | 全域 | 前橋市立わかば小学校 | 前橋市立第五中学校 |
| 朝倉町二丁目 | 全域 | 前橋市立わかば小学校 | 前橋市立明桜中学校 |
| 朝倉町三丁目 | 全域 | 前橋市立わかば小学校 | 前橋市立明桜中学校 |
| 朝倉町四丁目 | 全域 | 前橋市立わかば小学校 | 前橋市立明桜中学校 |

## 交通

### 鉄道
鉄道駅はない。

### 道路
国道は通っておらず、県道は群馬県道11号前橋玉村線が通っている。

## 施設

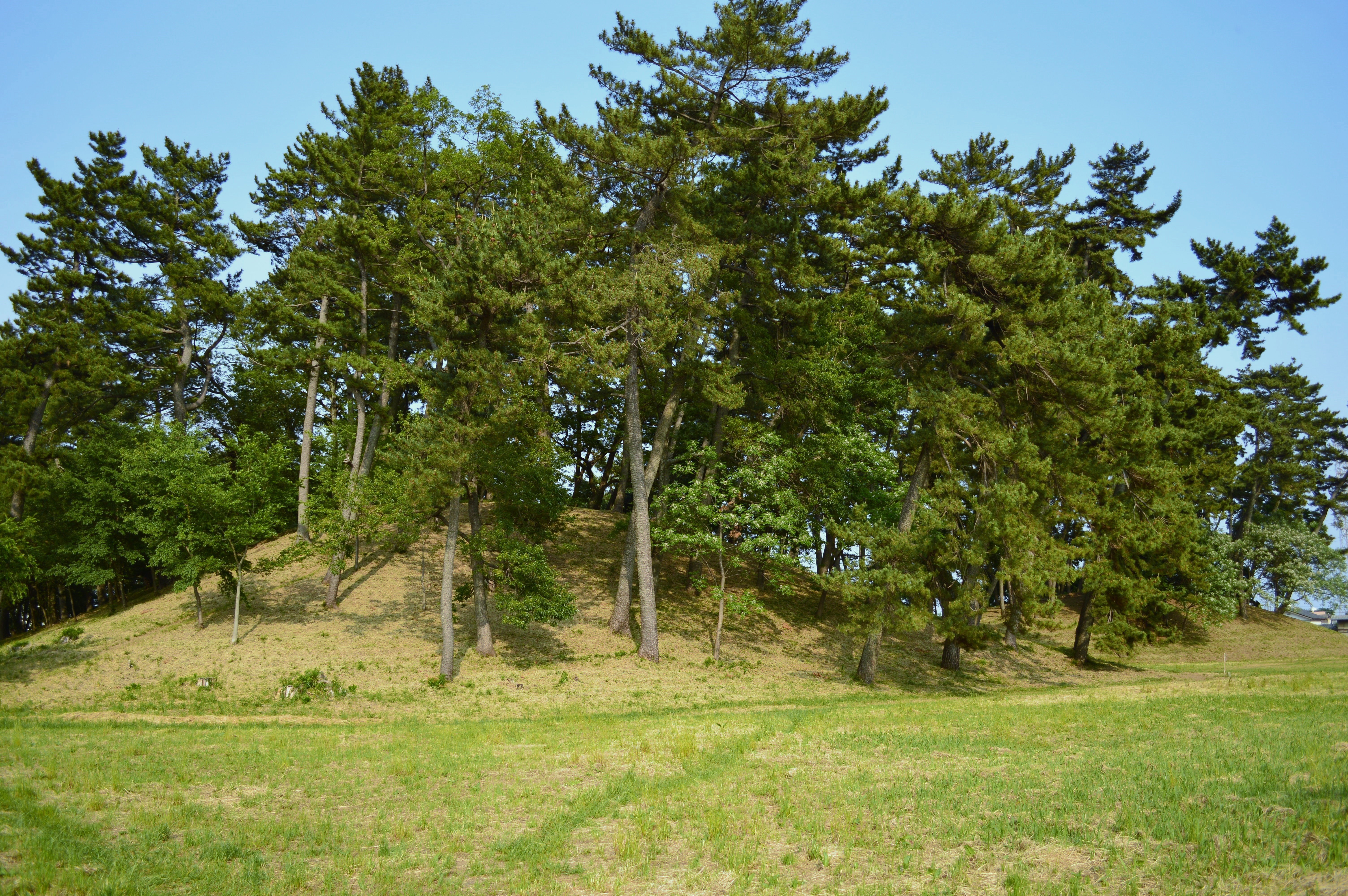
八幡山古墳

- 前橋赤十字病院
- 前橋市立わかば小学校
- 八幡山古墳
- 朝倉緑地
- 八幡山公園
- 飯玉神社